# قطعنامه ۵۳۸ شورای امنیت
قطعنامه ۵۳۸ شورای امنیت سازمان ملل متحد که در تاریخ ۱۸ اکتبر ۱۹۸۳ تصویب شد، سندی بین‌المللی دربارهٔ اسرائیل-لبنان است. این قطعنامه طی نشست ۲۴۸۰ام با ۱۳ موافق، ۰ مخالف و ۲ ممتنع تصویب شد.